# Sikkimspitsmuis
De sikkimspitsmuis (Soriculus nigrescens)  is een zoogdier uit de familie van de spitsmuizen (Soricidae). De wetenschappelijke naam van de soort werd voor het eerst geldig gepubliceerd door Gray in 1842.

## Voorkomen
De soort komt voor in Bhutan, China, India en Nepal.